# ويليام رودلف
ويليام رودلف هو سياسي كندي، ولد في 6 يونيو 1791، وتوفي في 1859. انتخب عضو مجلس نواب نوفا سكوتيا.